# Zoltán Sztanity
Zoltán Sztanity (Győr, Győr-Moson-Sopron, 1 de fevereiro de 1954) é um ex-canoísta húngaro especialista em provas de velocidade.

## Carreira
Foi vencedor da medalha de prata em K-1 500 m em Montreal 1976.